# San José (provincie)
San José is een provincie van Costa Rica. Ze is gelegen in het midden van het land en grenst aan de provincies Alajuela, Heredia, Cartago, Limón en Puntarenas. De hoofdstad is San José, dat ook de hoofdstad van Costa Rica is.
San José heeft een oppervlakte van 4966 km², 9,7% van het nationale territorium. Er wonen 1.404.242 mensen (2011), 32,6% van het totaal aantal inwoners van Costa Rica.

## Kantons
San José is verdeeld in twintig gemeenten (cantón) (hoofdplaatsen tussen haakjes):
- Acosta (San Ignacio)
- Alajuelita (Alajuelita)
- Aserrí (Aserrí)
- Curridabat (Curridabat)
- Desamparados (Desamparados)
- Dota (Santa María)
- Escazú (Escazú)
- Goicoechea (Guadalupe)
- Leon Cortés (San Pablo)
- Montes de Oca (San Pedro)
- Mora (Colón)
- Moravia (San Vicente)
- Perez Zeledón (San Isidro del General)
- Puriscal (Santiago)
- San José (San José)
- Santa Ana (Santa Ana)
- Tarrazú (San Marcos)
- Tibás (San Juan)
- Turrubares (San Pablo)
- Vásquez de Coronado (San Isidro)

De kantons zijn onderverdeeld in 111 districten.
Alajuela · Cartago · Guanacaste · Heredia · Limón · Puntarenas · San José